# СОМУС
Сомборске музичке свечаности  (верз. скр. СОМУС, верб. скр. Сомус) је фестивал класичне музике који се одржава сваке године у априлу у Сомбору. .

## Историјат
СОМУС је основан 1961. године на иницијативу пијанисте Душана Трбојевића и Драгослава Миторовића директора Музичке школе “Петар Коњовић” у Сомбору. На сомборској музичкој сцени представљали су се признати домаћи уметници тога времена: пијанисти Андреја Прегер, Оливера Ђурђевић, Даринка Михаиловић, виолинисти Александар Павловић, Трипо Симонути, бас Мирослав Чангаловић, сопран Љиљана Молнар, а треба издвојити и наступ Београдске филхармоније под вођством Живојина Здравковића. Просвећивање и  приближавање класичне музике људима била је идеја водиља Душана Трбојевића при оснивању фестивала али и  сврха бројних едукативних манифестација које су пратиле фестивалски програм: мастер-класе солиста, посете уметника основним и средњим школама где су припремали ученике за вечерње концерте. Сомборске музичке вечери почеле су да губе свој сјај у годинама када је организовање фестивала препуштено Музичкој школи и граду Сомбору, да би се на крају фестивал угасио 80-тих година XX века. Пијаниста Михајло Зурковић поново је покренуо СОМУС 2012 године.  